# Gammelvalltjärnen (Ramsjö socken, Hälsingland, 690247-150375)
Gammelvalltjärnen är en sjö i Ljusdals kommun i Hälsingland och ingår i Delångersåns huvudavrinningsområde.